# Гонзало Игваин
Гонзало Херардо Игваин (шп. Gonzalo Gerardo Higuaín; Брест, 10. децембар 1987) аргентински је бивши фудбалер који је играо на позицији нападача. Бивши је репрезентативац Аргентине.
Игваин је каријеру почео у Ривер Плејту 2005 године, а након две сезоне прешао је у Реал Мадрид за 13 милиона евра. Након шест година, прешао је у Наполи, са којим је освојио куп и суперкуп Италије, а изабран је у идеални тим Лиге Европе за сезоне 2013/14 и 2014/15, а био је најбољи стрелац Серије А у сезони 2015/16 са 36 голова. У јулу 2016, прешао је у Јувентус за 90 милиона евра. Игваин је у дресу Јувентуса стигао до 100 постигнутих голова у Серији А и тако постао тек други фудбалер који је постигао преко 100 голова у две од пет најјачих лига, након Златана Ибрахимовића. На лето 2018, прешао је на позајмицу у Милан, након што је Кристијано Роналдо прешао из Реал Мадрида у Јувентус.

## Биографија
Игваин је рођен у Бресту у Француској, син је бившег аргентинског фудбалера Хорхеа Игваина, који је као емигрант играо за Брест. Иако Гонзало не говори француски он има француско држављанство. Има три брата Николаса, Федерика који је такође фудбалер и Лаутара. Као мали дечак преболео је менингитис. Породица Игваин је баскијског порекла.

## Клупска каријера

### Ривер Плејт
Каријеру је започео у Ривер Плејту где је дебитовао 29. маја 2005. Дана 12. фебруара 2006. постиже свој првенац против Банфилда. Гонзало је сезону 2005/06. завршио са 5 голова у 12 утакмица. У октобру 2006. постиже два поготка у дербију са Боком јуниорс и добија похвале од свих, а председник Ривер Плејта говори да му је предодређена велика и успешна каријера.

### Реал Мадрид
У децембру 2006. потписује за мадридски Реал, а цена је износила 13.000.000 €. Претходну понуду од 10.000.000 € Ривер је одбио. За Реал је дебитовао у Купу краља против Бетиса, а први погодак постигао је у градском дербију против Атлетико Мадрида. Његовим поготком за 2:1 против Осасуне математички је донео Реалу 31. титулу Примере у сезони 2007/08. Четири дана касније, Гонзало постиже трећи погодак у победи 4:1 против Барселоне.
Најбоља партија у дресу Реала била му је она против Малаге где је у победи 4:3 постигао сва четири поготка. У сезони 2009/10. са 27 голова у Примери био је најбољи стрелац Реала и други стрелац лиге иза Месија.
У јуну исте године продужио је уговор са Реалом до 2016. године. У следећој сезони са Реалом постигао је 5200. погодак Реала у Примери, а пар дана касније Реалов 700. гол у Лиги шампиона. Убрзо му откривају хернију лумбалног диска, због чега је морао паузирати четири месеца. Након четири месеца враћа се у великом стилу. У утакмици против Валенсије (6:3 за Реал) он постиже хет-трик и две асистенције. У сезони 2011/12. у тројцу са Кристијаном Роналдом и Каримом Бенземом он улази у историју као најбољи нападачки трио који су за Реал постигли скупа преко 110 голова у свим такмичењима. Против Осасуне је постигао свој 100. погодак у дресу Реала.

### Наполи
Крајем јула 2013. године Игваин је напустио Реал Мадрид и прешао у Наполи где је врло брзо постао миљеник навијача. Провео је три сезоне у граду под Везувом и за то време успео да освоји по један трофеј у купу и суперкупу Италије, али је титула шампиона остала недосањани сан обзиром да је Јувентус имао јачи и квалитетнији тим. Нарочито сјајна је била Игваинова трећа, испоставиће се последња сезона у дресу Наполитанаца када је био најбољи стрелац Серије А постигавши 36 голова на 35 одиграних утакмица.

### Јувентус
Прилично неочекивано Игваин је одлучио да напусти Наполи, 26. јула 2016. године званично је потписао петогодишњи уговор са шампионом Италије Јувентусом, а сутрадан је представљен навијачима у Торину. Његов трансфер у износу од 90 милиона евра је постао нови рекорд италијанског фудбала односно трећи највећи трансфер у историји светског фудбала до тада. Једино је више новца потрошено приликом прелазака Гарета Бејла из Тотенхема и Кристијана Роналда из Манчестер јунајтеда у Реал Мадрид. Преласком у Јувентус, Игваин је постао један од најомраженијих играча међу навијачима Наполија пошто су га многи од њих видели као легитимног наследника истинске клупске легенде Дијега Марадоне. У свом првом дуелу против Наполија одиграном 29. октобра 2016. године у Торину, Игваин је био стрелац за победу Јувентуса од 2:1 али из поштовања према бившем клубу није прославио постигнути гол. Након преласка Кристијана Роналда из Реал Мадрида у Јувентус, Игваин је прешао на позајмицу у Милан, за 18 милиона, уз опцију откупа уговора за 36 милиона, након истека позајмице. Јувентус је после Милана, Игваина позајмио Челсију за 9 милиона евра у року од 6 месеци јануара 2019. године.

## Репрезентација
Дебитовао је поготком за аргентинску репрезентацију 11. октобра 2009, у победи од 2:1 над Перуом. Претходно је у више наврата одбио Француску, за коју је такође имао право наступа. 
На СП 2010. у Јужној Африци постигао је једини хет-трик на првенству у утакмици против Јужне Кореје. До сада је дрес "гаучоса" облачио 63 пута и постигао 30 голова. Ипак, ни он није успео да са својим колегама скине својеврсно проклетство финалних мечева које прати аргентинску репрезентацију још од 1993. године када је освојен задњи велики трофеј. Носећи дрес Аргентине Игваин је изгубио три велика финала, светско првенство 2014 и Амерички куп 2015. и 2016. године.

## Трофеји

### Реал Мадрид
- Првенство Шпаније (3) : 2006/07, 2007/08, 2011/12.
- Куп Шпаније (1) : 2010/11.
- Суперкуп Шпаније (2) : 2008, 2012.

### Наполи
- Куп Италије (1) : 2013/14.
- Суперкуп Италије (1) : 2014.

### Јувентус
- Првенство Италије (2) : 2016/17, 2017/18.
- Куп Италије (2) : 2016/17, 2017/18.
- Лига шампиона : финале 2016/17.

### Челси
- Лига Европе (1) : 2018/19.